# Villy Søvndal
Villy Søvndal (født 4. april 1952) er en forhenværende dansk udenrigsminister og borgmesterkandidat, som repræsenterede Socialistisk Folkeparti i Folketinget fra 1994 til 2013 og regionsrådsmedlem i Region Syddanmark. Han blev valgt til landsformand for partiet ved en urafstemning i 2005, hvor han afløste Holger K. Nielsen. Efter hans tiltræden gav meningsmålinger længe SF stadigt stigende tilslutning, og ved folketingsvalget 2007 opnåede partiet over 13 % af stemmerne (23 mandater i Folketinget). I den efterfølgende valgperiode viste meningsmålinger længe yderligere fremgang – op til 17-18 % – men folketingsvalget 2011 resulterede ikke desto mindre i betragtelig tilbagegang til 9 % af stemmerne og bare 16 mandater i Folketinget.
Sit politiske engagement har Søvndal tilskrevet ungdomsoplevelser som rygsækrejsende i Latinamerika og Østeuropa.
En bog om hans liv, Villys verden, udkom i 2008.
I oktober 2013 blev han ramt af en blodprop i hjertet, som han opereredes for på Rigshospitalet samme dag. Søvndal meddelte i december samme år, at han ville trække sig som udenrigsminister og medlem af Folketinget.

## Baggrund
Villy Søvndal blev født d. 4. april 1952 i byen Linde i Struer Kommune som søn af husmand Peter Søvndal og dennes kone Agnes. Han gik i Linde Skole 1959-1966 og fortsatte sin skolegang på Nørrelandsskolen i Holstebro de følgende tre år, som han afsluttede med en realeksamen i 1969. Søvndal opnåede hf-eksamen på Nørre Nissum Seminarium i 1971 og gik 1971-1973 på Vestbirk Musikhøjskole.
I 1976 begyndte Søvndal læreruddannelsen på Kolding Seminarium. Han blev færdig i 1980 og var 1980-1992 ansat som folkeskolelærer ved Kolding skolevæsen.

## Politisk karriere

### Kolding byråd
Hans første politiske post var en plads i Kolding Byråd, hvor han blev valgt i 1982 med 51 personlige stemmer og sad til 1994 med undtagelse af halvanden måned i 1986 samt tre måneder i 1992, hvor han var midlertidigt folketingsmedlem for Vejle Amtskreds. Da han forlod byrådet i 1994 havde han flere personlige stemmer end den daværende borgmester.

### Folketinget
I august 1994 blev Søvndal medlem af Folketinget på fuld tid efter at have været opstillet i Koldingkredsen siden 1984. Søvndal tilhørte som Ole Sohn, Anne Baastrup og Aage Frandsen den del af det splittede SF, som nægtede at tilslutte sig en bestemt fløj i partiet.

### Partiformand
I april 2005 overtog Søvndal efter en urafstemning formandsposten for Socialistisk Folkeparti efter Holger K. Nielsen. En stor del af SF's bagland tvivlede efter udnævnelsen på hans evner som formand og brugte sloganet "Goddag til Villy, goddag til spærregrænsen". Disse kritiske røster blev dog dæmpet væsentligt, efter at SF fordoblede antallet af sine mandater i Folketinget ved folketingsvalget i 2007.
I februar og marts 2008 skabte nogle skarpe udtalelser fra Søvndal om den demokratifjendtlige islamistiske organisation Hizb ut-Tahrir i Danmark opmærksomhed om hans person. Tilslutningen til SF i meningsmålinger lå i nogle uger højere end Socialdemokraternes, og andre målinger viste, at Søvndal havde større opbakning end Helle Thorning-Schmidt som leder af oppositionen.
Søvndal fik markant ros for partiets markante fremgang i meningsmålingerne, så længe den varede. I en meningsmåling i september 2009 mente 34% af de adspurgte, at Søvndal var landets bedste partileder. Den tidligere pressechef for de Konservatives folketingsgruppe, Niels Krause-Kjær, har blandt andet udtalt om Søvndal:
| Citat                                                      | Netop beherskelsen af den hurtige og veltimede one-liner er med tv-mediets dominans af enorm betydning. Den evne var der ikke rigtig nogle, der havde tiltroet Villy Søvndal, da han overtog ledelsen i SF, men det viste sig at være helt forkert. Han var sat i bås som den lidt kedelige fagpolitiker, men da rammerne falder bort boltrede han sig. Han nyder rollen som politisk leder og boltrer sig på en måde ingen havde troet. | Citat |
| Niels Krause-Kjær om Villy Søvndals rolle i SF's fremgang. | |       |

Søvndal har selv udtalt at han mener hans styrke ligger i at "kunne kommunikere budskaber tydeligt og skarpt", i hans optimisme samt i at kunne bruge humor i den politiske debat.
I perioden op til folketingsvalget 2011 knækkede kurven imidlertid markant, og valgresultatet med 16 mandater var særdeles skuffende, uanset partiet for første gang opnåede del i regeringsmagten.
Fredag den 7. september 2012 offentliggjorde Villy Søvndal, at han ville trække sig tilbage som formand, for at den nye formand skulle have tid til at sætte sig solidt i stolen. På dette tidspunkt sagde meningsmålinger, at SF ville få blot 11 mandater.
Villy Søvndal blev lørdag d. 13. oktober 2012 afløst som formand for SF af Annette Vilhelmsen, der vandt over Astrid Krag i kampen om formandsposten.

### Udenrigsminister
I december 2011 var Søvndal på besøg hos sin amerikanske kollega, Hillary Clinton.
Udenrigsminister Søvndal omtalte også "grænsen mellem Somalia og Mali".

### Regionsrådsvalget 2017
Villy Søvndal stillede op til regionsrådsvalget i 2017 i Region Syddanmark. Han fik 69,841 personlige stemmer, hvilket betød, at han blev valgt og blev den politiker, der fik næstflest stemmer i regionen, kun overgået af regionsrådsformanden Stephanie Lose (V). Grundet det store stemmeantal Søvndal fik, mærkede SF også en markant fremgang. De fik 6 mandater, en fremgang på 4. Det betød også, at SF blev valgets mindre sejrherre, eftersom de fik øget deres indflydelse markant.
Under hele valgkampen førte Søvndal stærk kritik af Stephanie Lose (V), Venstre og den måde, hun og Venstre havde ført regionen på. Det betød, at da konstitueringsaftalen skulle indgås, valgte Lose at sætte SF og Søvndal udenfor indflydelse, ved ikke at invitere dem til forhandlingerne som det eneste parti. Søvndal luftede derefter stærk kritik af Loses beslutning, og mente, at hun ignorerede valgresultatet ved at sætte ham og hans parti, SF, udenfor indflydelse, eftersom de havde fået en betydelig stor andel af stemmerne.

### Personkult
Specielt efter hans valg til formand for SF har nogle medlemmer kritiseret partiet for at fokusere på Søvndal i en sådan grad, at det går ud over resten af partiet. Således var der flere store plakater af Villy Søvndal på SF's landsmøde i 2007, hvilket vakte en del kritik. Søvndal selv svarede senere på kritikken ved blandt andet at udtale "[...]moderne politik handler også om personer og tilliden til personer. Man er nødt til som politisk leder at kaste sin person ind. Det kan man ikke skille ad", men understregede samtidig, at han i øvrigt slet ikke var et magtmenneske.

### Kommunalvalg 2021
Ved kommunalvalget i 2021 stillede Søvndal op i Kolding Kommune. Han fik 5.431 personlige stemmer, hvilket var det højeste i kommunen, og SF gik 10,2 % frem.
1. april 2024 udtrådte Villy Søvndal af byrådet i Kolding Kommune for at stille op til valg til Europa-Parlamentet den 9. juni 2024, som nummer tre på Socialistisk Folkepartis liste.

## Hverv
- Medlem af Sammenslutningen af Sociale Udvalg i Danmark (SASU) 1986-94.
- Formand for Pædagogernes Pensionskasse (PBU) 1991-94.

## Med håbet som drivkraft
I oktober 2016 udgav Søvndal bogen Med håbet som drivkraft i samarbejde med Ole Sønnichsen. Bogen forsøger at tillægge en positiv vinkel på på verdens tilstand på trods af f.eks. krige og de flygningestrømme, som disse medfører. Bogen tager udgangspunkt i statistik og de erfaringer som Villy Søvndal opbyggede i sin tid som udenrigsminister. Bogen giver også læseren indblik i Søvndals opvækst i Vestjylland og hans tidlige rejser til bl.a. Østeuropa og Sydamerika.

## Personlige forhold
Han har været gift med Laila Rifbjerg, som han har tre børn med. I en årrække levede han sammen med partifællen Pernille Frahm, men i 2007 genoptog han samlivet med sine børns mor, og i 2008 blev parret på ny gift. Genforeningen varede dog kun til 2010, hvor Villy Søvndal for anden gang blev skilt fra Laila Rifbjerg.
Den 23. november 2011 kom det frem, at Villy Søvndal i al hemmelighed var blevet gift for tredje gang med Heidi Perto. Kort efter Villy Søvndals hjertetilfælde blev Heidi Perto 3. november ramt af et hjerteanfald, hvilket fik ham til at forlænge sin orlov som udenrigsminister.